# Zentralamerika- und Karibikspiele 1986/Tennis
Die Tenniswettbewerbe der XV. Zentralamerika- und Karibikspiele 1986 wurden vom 25. Juni bis 4. Juli auf den Anlagen der Ciudad Deportiva und des Centro Deportivo Cibao in Santiago de los Caballeros ausgetragen.
Es fanden bei Damen und Herren Einzel und Doppel und der Mixedwettbewerb statt sowie zum ersten Mal bei diesen Spielen anschließend noch jeweils ein Mannschaftswettbewerb für Damen und Herren. Dabei wurden zwei Einzel ausgetragen und bei Gleichstand noch ein Doppel. Eine weitere Neuerung war, dass in allen Wettbewerben auf das Spiel um Platz 3 verzichtet und jeweils zweimal Bronze vergeben wurde. Damit wurde die Anzahl der Medaillenplätze von 15 auf 28 fast verdoppelt.

## Herren

### Einzel
| Platz | Land                    | Spieler       |
| ----- | ----------------------- | ------------- |
| 1     | Dominikanische Republik | Rafael Moreno |
| 2     | Kuba                    | Juan Pino     |
| 3     | Guatemala               | Carlos Chávez |
| 3     | Kuba                    | Mario Tabares |

### Doppel
| Platz | Land                    | Spieler                                    |
| ----- | ----------------------- | ------------------------------------------ |
| 1     | Puerto Rico             | Miguel Nido Juan Oskar Ríos                |
| 2     | Mexiko                  | Yves Lemaitre Sendel Fernando Pérez Pascal |
| 3     | Dominikanische Republik | Juan José Álvarez Rafael Moreno            |
| 3     | Kuba                    | Wilfredo Henry Mario Tabares               |

### Mannschaft
| Platz | Land        |
| ----- | ----------- |
| 1     | Venezuela   |
| 2     | Guatemala   |
| 3     | Mexiko      |
| 3     | Puerto Rico |

## Damen

### Einzel
| Platz | Land                    | Spielerin         |
| ----- | ----------------------- | ----------------- |
| 1     | Puerto Rico             | Cristina González |
| 2     | Puerto Rico             | Marilda Juliá     |
| 3     | Kuba                    | Belkis Rodríguez  |
| 3     | Dominikanische Republik | Madelaine Sánchez |

### Doppel
| Platz | Land        | Spielerinnen                    |
| ----- | ----------- | ------------------------------- |
| 1     | Kuba        | María García Belkis Rodríguez   |
| 2     | Mexiko      | Claudia Hernández Mónica Muñoz  |
| 3     | Kolumbien   | Gloria Escobar Adriana Isaza    |
| 3     | Puerto Rico | Cristina González Marilda Juliá |

### Mannschaft
| Platz | Land                     |
| ----- | ------------------------ |
| 1     | Mexiko                   |
| 2     | Dominikanische Republik  |
| 3     | Niederländische Antillen |
| 3     | Puerto Rico              |

## Mixed
| Platz | Land                    | Spieler                                 |
| ----- | ----------------------- | --------------------------------------- |
| 1     | Kuba                    | Belkis Rodríguez Mario Tabares          |
| 2     | Dominikanische Republik | Madelaine Sánchez Rafael Moreno         |
| 3     | Venezuela               | Henriette Gemer Harry Sy Corvo          |
| 3     | Mexiko                  | Claudia Hernández Fernando Pérez Pascal |

## Medaillenspiegel
| Platz | Land                     | Gold | Silber | Bronze | Gesamt |
| ----- | ------------------------ | ---- | ------ | ------ | ------ |
| 01    | Kuba                     | 2    | 1      | 3      | 6      |
| 01    | Puerto Rico              | 2    | 1      | 3      | 6      |
| 03    | Dominikanische Republik  | 1    | 2      | 2      | 5      |
| 03    | Mexiko                   | 1    | 2      | 2      | 5      |
| 05    | Venezuela                | 1    | —      | 1      | 2      |
| 06    | Guatemala                | —    | 1      | 1      | 2      |
| 07    | Kolumbien                | —    | —      | 1      | 1      |
| 07    | Niederländische Antillen | —    | —      | 1      | 1      |

## Quelle
- XV Juegos Centroamericanos y del Caribe Santiago '86 (PDF-Datei, 41,0 MB), S. 62 u. 574–591.